# Sh2-159
Sh2-159 è una piccola nebulosa a emissione visibile nella costellazione di Cassiopea; si trova sul Braccio di Perseo ed è direttamente connessa con altre nebulose circostanti, come NGC 7538 e Sh2-161B, situate nella stessa regione della grande associazione OB Cassiopeia OB2.

## Osservazione

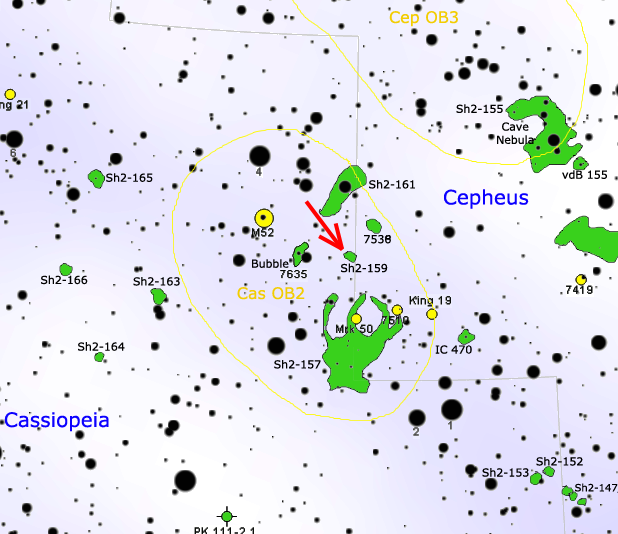
Mappa della regione di Cas OB2, con in evidenza Sh2-159.

La nebulosa si trova nella parte più occidentale della costellazione, sul confine con Cefeo, poco ad est della nebulosa NGC 7635 e circa 1° a sudovest dell'ammasso aperto M52. Non è facilmente osservabile otticamente, pertanto né un binocolo né un telescopio amatoriale sono in grado di mostrarla; può essere ripresa nelle fotografie a lunga posa, in cui si mostra come una vasta e tenue nebulosità diffusa, con delle regioni più luminose al centro e un grande arco in direzione nord. Lo sfondo è ricchissimo di campi stellari, su cui spicca, in direzione sudovest, l'ammasso aperto NGC 7510, ben osservabile anche con un binocolo.
Cefeo e Cassiopea sono due costellazioni caratteristiche dei cieli autunnali boreali; la regione celeste in cui si trova il sistema nebuloso raggiunge la massima altezza sull'orizzonte nel cielo serale nei mesi compresi fra ottobre e dicembre. La declinazione fortemente settentrionale fa sì che sia facilmente osservabile solo dalle regioni dell'emisfero boreale, dove per altro si presenta circumpolare da gran parte delle sue latitudini; dall'emisfero australe la sua visibilità è limitata alle sole latitudini tropicali e subtropicali ed è visibile sempre piuttosto bassa sull'orizzonte nord.

## Caratteristiche
Si tratta di una regione H II ben visibile nella banda dell'Hα; contiene al suo interno una sorgente di onde radio molto compatta, che coincide con la parte più densa della nube e circonda una stella di classe spettrale O9, la quale è la principale fonte di ionizzazione dei gas della regione. L'estinzione è di circa 10-12 magnitudini, il che indica che nella nube è presente una gran quantità di polveri oscuranti. La sua velocità radiale indica che fa parte dello stesso complesso nebuloso di cui fa parte anche NGC 7538, all'interno della grande nube Sh2-161B. Sh2-159 è associata alla grande associazione OB Cas OB2, che conta cinque stelle massicce di classe O e alcune di classe B.

### Pubblicazioni specifiche
- Mária Kun, Star Forming Regions in Cassiopeia (PDF), vol. 1, Handbook of Star Forming Regions, Volume I: The Northern Sky ASP Monograph Publications, Bo Reipurth, dicembre 2008,  p. 24, ISBN 978-1-58381-670-7.

### Carte celesti
- Tirion, Rappaport, Lovi, Uranometria 2000.0 - Volume I - The Northern Hemisphere to -6°, Richmond, Virginia, USA, Willmann-Bell, inc., 1987, ISBN 0-943396-14-X.
- Tirion, Sinnott, Sky Atlas 2000.0 - Second Edition, Cambridge, USA, Cambridge University Press, 1998, ISBN 0-933346-90-5.